# البشائر (بلقرن)
إحدى مراكز محافظة بلقرن. 

البشائر من أكبر مراكز منطقة عسير تقع في شمال محافظة بلقرن على مسافة 28 كيلاً، وبها من الدوائر الحكومية: مستشفى عام، دفاع مدني، فرع وزارة البيئة والزراعة والمياه ، محكمة، بلدية، مركز هيئة، شرطة، مكتب بريد، ومكتب تربية بنات. يقطنها 12021 نسمة من قبيلتي عليان وشمران.